# 418 f.Kr.

## Händelser

### Efter plats

#### Grekland
- Kung Agis II av Sparta undflyr att få sitt hus förstört och att tvingas böta 100.000 drachmer för sitt misslyckande i att vinna fler fördelar genom att lova mer framgångsrika resultat i framtiden.
- Slaget vid Mantineia blir det största fältslaget under det peloponnesiska kriget (med upp till 10.000 man på varje sida). Sparta under kung Agis II vinner en stor seger över Argos (och dess allierade Aten, Elis och Mantineia), som har brutit sitt avtal med honom på Alkibiades uppmaning. Denna seger återupprättar Agis ställning bland spartanerna, efter hans tidigare vapenvila med Argos. Befälhavaren för de atenska styrkorna, Laches, stupar i slaget.
- Då Argos invånare är imponerade över den spartanska segern byter de styrelseform från demokrati till oligarki och överger Aten till förmån för en allians med Sparta. Många av Argos allierade gör detsamma och Aten börjar bli mer och mer isolerat.
- Alkibiades uppmanar atenarna att erövra Syrakusa samt underkuva Sicilien och Karthago och på så vis få fler styrkor, för att kunna avsluta kriget mot Sparta. Atenarna stöder hans djärva offensiva planer.

## Födda
- Epaminondas från Thebe, grekisk general och statsman (död 362 f.Kr.)
- Ifikrates, atensk general (omkring detta år) (död omkring 353 f.Kr.)

## Avlidna
- Laches, atensk aristokrat och general (född omkring 475 f.Kr.)